# استان پسکوف

استان پسکوف در نقشهٔ روسیه.

استان پسکوف (به زبان روسی: Пско́вская о́бласть، تلفظ: پْسْکووْسکایا اُبلاست) یکی از واحدهای فدرالی روسیه است.
مرکز این استان شهر پسکوف است و با کشورهای استونی، لاتویا و بلاروس هم‌مرز می‌باشد.
جمعیت استان پسکوف ۷۴۶۶۵۲ نفر (آمار ۲۰۰۴) و مساحت آن ۵۵۳۰۰ کیلومتر مربع است.
استان پسکوف غربی‌ترین بخش سرزمین اصلی روسیه است. 
غربی‌ترین بخش خاک روسیه هرچند استان کالینینگراد است که به صورت یک برون‌بوم (exclave) جدا از خاک اصلی روسیه قرار گرفته‌است.
دو شهر اصلی استان پسکوف شهر پسکوف (با جمعیت ۲۰۲۰۰۰ نفر) و ولیکیه لوکی (با جمعیت ۱۰۴۰۰۰ نفر) می‌باشند.